# Чон Хьо Джон
Чон Хьо Джон  (кор. 정 효정, 26 січня 1984) — південнокорейська фехтувальниця, олімпійська медалістка.

## Виступи на Олімпіадах
| Олімпіада   | Дисципліна      | Місце |
| ----------- | --------------- | ----- |
| Пекін 2008  | шпага, особисті | 14    |
| Лондон 2012 | шпага, особисті | =17   |
| Лондон 2012 | шпага, командні | 2     |